# Стура-Шёфаллет
Стура-Шёфаллет (швед. Stora Sjöfallet) — национальный парк в Швеции, расположенный в шведской Лапландии, в лене Норрботтен, коммунах Елливаре и Йокмокк.
Наряду с соседними национальными парками Сарек, Падьеланта и Муддус, а также природными резерватами Сьяунья и Стубба, парк входит в список всемирного наследия ЮНЕСКО с 1996 года, как часть Лапонии.

## География
Стура-Шёфаллет расположен в 20 км к северу от полярного круга.
Парк лежит в Скандинавских горах. Водохранилище Аккаяуре на реке Стура-Лулеэльвен, не включённое в территорию парка, разбивает его на две части. Над южной частью парка возвышается массив Акка, называемый «королевой Лапландии». Его высота достигает 2015 метров над уровнем моря, вершины покрыты ледниками. Более низкие холмы покрыты хвойными лесами. Севернее водохранилища массив Каллакчокко переходит в узкую и глубокую долину Теуса.

## История

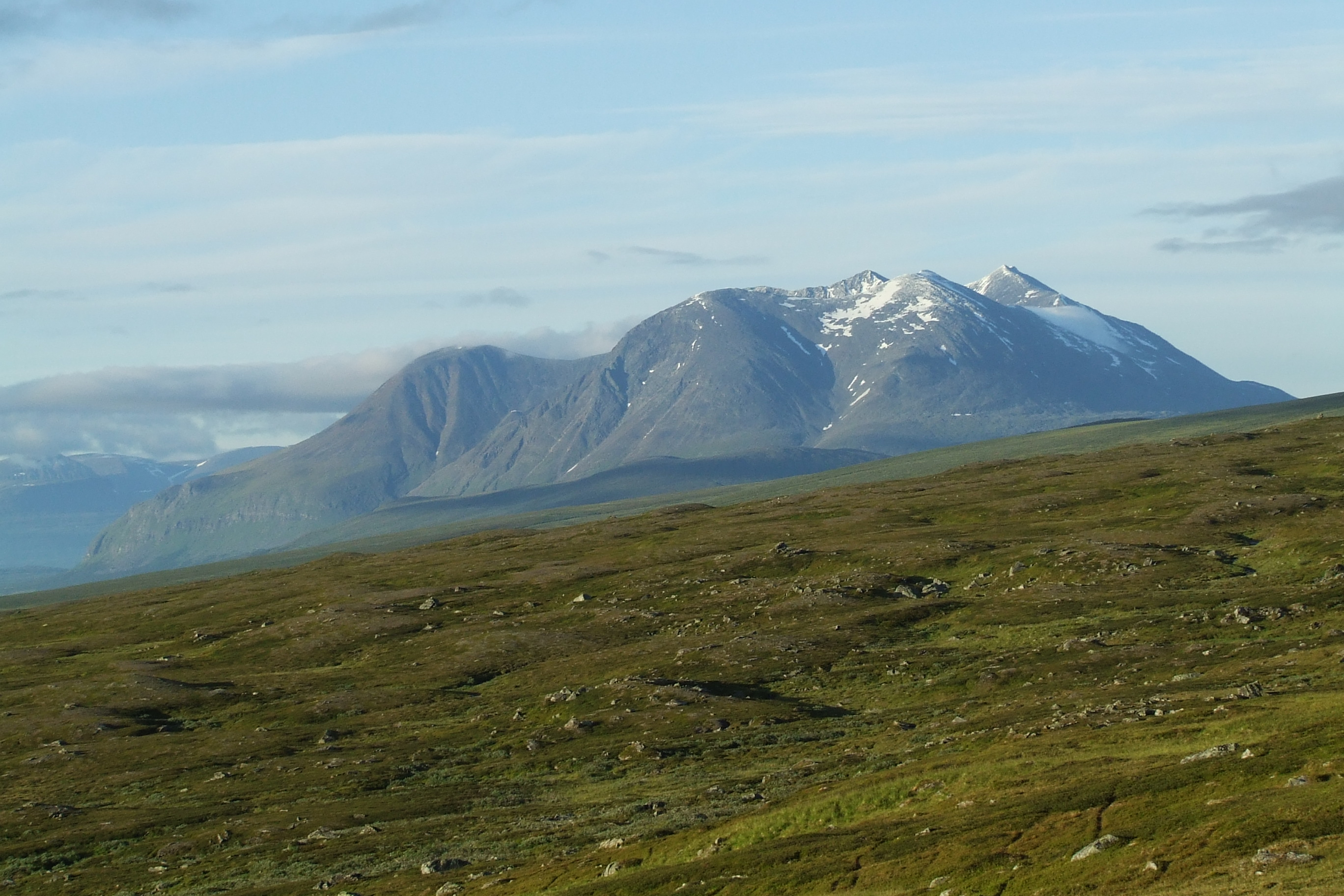
Вид на массив Акки

Здешние горы образовались около 400 миллионов лет тому назад, при столкновении континентов. Сегодня в регионе хорошо видны последствия ледникового периода, сформировавшего здешний ландшафт.
Главной достопримечательностью, благодаря которой в 1909 году был основан национальный парк, является великолепный водопад Стура-Шёфаллет на Лулеэльвен, называемый саамами Stour Muorkkegårttje. Раньше тамошние водопады были одними из красивейших в Европе, но вскоре после предоставления территории охраняемого статуса, правительство одобрило постройку ГЭС на реке, что привело к резкому падению объёма воды в водопадах.

## Флора и фауна
На здешних бедных почвах растёт карликовая берёза, водяника. Также в парке множество лишайников. В середине лета можно увидеть морошку, называемую «золотом Лапландии».
В парке наблюдалось около 125 видов птиц. Самыми распространёнными из них являются ржанка, луговой конёк и каменка.
Из млекопитающих там проживают лоси, кролики, лисы, горностаи и олени. Изредка наблюдались медведи, песцы, росомахи и рыси.

## Туризм

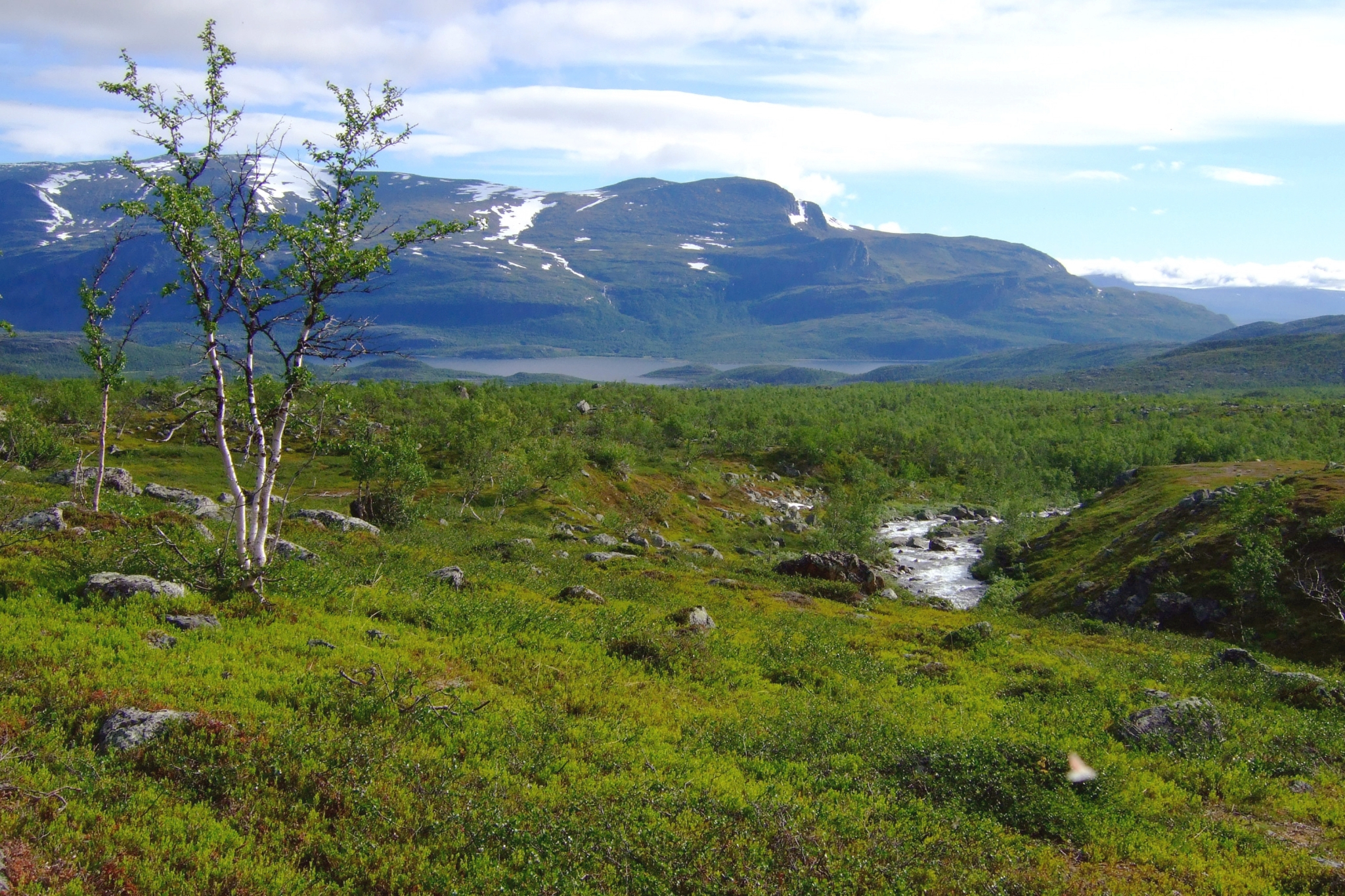

В национальный парк легче всего попасть из посёлка Порьюс. Лучшее время для посещения — с марта по сентябрь.
Через северную часть парка проходит туристическая тропа Кунгследен, а в южной части нет ни троп, ни хижин.
В парке запрещено:
- охотиться, ловить рыбу или насекомых
- выкапывать растения
- вредить живым или мёртвым деревьям
- собирать камни
- ездить верхом и гулять с собакой

Тем не менее, разрешено собирать дерево для костра и сооружать укрытия. Можно собирать грибы и ягоды.